# Toyah Willcox
Toyah Willcox, née le 18 mai 1958 à Kings Heath, Birmingham, en Angleterre, est une chanteuse et actrice anglaise. Après avoir été membre du groupe Toyah, elle se lance dans une carrière en solo.
Au cours de ses 30 ans de carrière, elle a classé 13 singles dans les top 40 des charts anglais et sorti 22 albums. Elle a également présenté de nombreuses émissions télévisées au Royaume-Uni.
Elle est l'épouse de Robert Fripp, guitariste et fondateur du groupe King Crimson.

## Discographie

### Albums

#### Toyah
| Titre                       | Enregistré | Classement[1]         | Date             | Re-sortie  |
| --------------------------- | ---------- | --------------------- | ---------------- | ---------- |
| Sheep Farming in Barnet     | 1979       | -                     | 22 février 1980  | 1990, 2003 |
| The Blue Meaning            | 1980       | 40                    | 14 juin 1980     | 1990, 2003 |
| Toyah! Toyah! Toyah! (live) | 1980       | 22 (certified Silver) | 17 janvier 1981  | 1990, 2006 |
| Anthem                      | 1981       | 2 (certified Gold)    | 20 mai 1981      | 1999       |
| The Changeling              | 1982       | 6 (certified Silver)  | 2 juin 1982      | 1999       |
| Warrior Rock: Toyah On Tour | 1982       | 20                    | 10 novembre 1982 | 2003       |
| Love Is The Law             | 1983       | 28                    | ?                | 2005       |
| Mayhem[2]                   | 1985       | -                     | ?                | 2005       |

#### En solo
- Minx (1985) #24 (UK Albums Chart)
- Desire (1987)
- Prostitute (1988)
- Ophelia's Shadow (avec Robert Fripp et Trey Gunn de King Crimson) (1991)
- Take the Leap!  (distribué au Japon seulement même contenu que Leap!) (1994)
- Dreamchild (1994)
- Looking Back (réenregistrement de vieilles chansons) (1995)
- The Acoustic Album (réenregistrement de vieilles chansons) (1996)
- Velvet Lined Shell (mini album) (2003)
- In the Court of the Crimson Queen (2008)
- Posh Pop (2021)

### Compilations
- Toyah! Toyah! Toyah![3] (1984)
- Best Of Toyah (1994)
- Live & More: Live Favourites & Rarities (1998)
- The Very Best of Toyah (1998)
- Proud, Loud & Heard: The Best of Toyah (1998)
- The Safari Singles Collection Part I: 1979–1981 (2005)
- The Safari Singles Collection Part II: 1982–1983 (2005)
- Good Morning Universe - The Very Best of Toyah[4](2008)

#### Collaborations
- The Stranglers & Friends Live in Concert (avec The Stranglers et al., chant et chœurs sur quatre titres) (1982)
- Lion of Symmetry (avec Tony Banks pour l'album Soundtracks) (1986)
- The Lady or the Tiger (avec Robert Fripp) (1986)
- Kneeling At The Shrine (avec Robert Fripp, Trey Gunn, et Paul Beavis, en tant que Sunday All Over The World) (1991)
- Kiss Of Reality (avec Kiss Of Reality, chant sur six titres) (1993)
- The Third Star(par Trey Gunn, chant sur le titre Symbiotic) (1996)
- Cabaret (avec Nigel Planer) (1997)
- How to Dress Sensibly (avec un collectif de différents artistes rassemblés par les English Eccentrics, chœurs sur le titre  One Cup of Tea) (2007)
- We Are The Humans avec The Humans (2009)
- This Fragile Moment Toyah Willcox, Robert Jürjendal, Arvo Urb, Chris Wong et Markus Reuter (2009)
- Sugar Rush avec The Humans (2011)
- Live at Scala London EP avec The Humans (2011) EP live numérique offert en téléchargement au Royaume-Uni aux acheteurs du CD de l'album Sugar Rush

### Singles / EPs

#### Toyah
| Titre                        | Année | Classement | Date              |
| ---------------------------- | ----- | ---------- | ----------------- |
| Victims of the Riddle        | 1979  | -          | -                 |
| Sheep Farming in Barnet EP   | 1979  | -          | -                 |
| Bird in Flight / Tribal Look | 1980  | -          | -                 |
| Ieya                         | 1980  | -          | -                 |
| Danced (live)                | 1980  | -          | -                 |
| Four from Toyah EP           | 1981  | 4          | 28 mars 1981      |
| I Want to Be Free            | 1981  | 8          | 16 mai 1981       |
| Thunder in the Mountains     | 1981  | 4          | 3 octobre 1981    |
| Four More from Toyah EP      | 1981  | 14         | 12 décembre 1981  |
| Brave New World              | 1982  | 21         | 22 mai 1982       |
| Ieya (en) (re-issue)         | 1982  | 48         | 17 juillet 1982   |
| Be Proud Be Loud (Be Heard)  | 1982  | 30         | 9 octobre 1982    |
| Rebel Run                    | 1983  | 24         | 24 septembre 1983 |
| The Vow                      | 1983  | 50         | 12 novembre 1983  |

#### En solo
| Titre                                                      | Année | Classement      | Date              |
| ---------------------------------------------------------- | ----- | --------------- | ----------------- |
| "Don't Fall in Love (I Said)"                              | 1985  | 22              | 27 avril 1985     |
| "Soul Passing Through Soul"                                | 1985  | 57              | 29 juin 1985      |
| "World in Action"                                          | 1985  | 93              | 21 septembre 1985 |
| Echo Beach                                                 | 1987  | 54              | 25 avril 1987     |
| "Moonlight Dancing"                                        | 1987  | -               | -                 |
| "Out of the Blue"                                          | 1993  | -               | -                 |
| "Now and Then"                                             | 1994  | -               | -                 |
| "Little Tears of Love" (Limited Release Sold Via Concerts) | 2002  | -               | -                 |
| "Latex Messiah (Viva La Rebel in You)" (Digital release)   | 2007  | 6 (iTunes Rock) | 29 octobre 2007   |
| "21st Century Supersister" (Digital release)               | 2011  | inconnu         | 6 novembre 2011   |

#### Collaborations
- "Nine To Five" (avec Adam Ant comme Maneaters) (1982)[5]
- "Lion of Symmetry" (avec Tony Banks) (1985)
- "Killing Made Easy" (avec Family of Noise) (2004) (Limited release)
- "These Boots Are Made For Walkin'"  (avec The Humans)  (2009) (Digital release)
- "Re-Joyce (In The Bleak Midwinter)"  (avec The Hazel O'Connor Collective)  (2010)
- "Fallen"  (Yomanda feat. Toyah)  (2011) Digital release - reached #15 on iTunes Electronic Chart

## Filmographie
- Jubilee (1977) Mad
- The Corn is Green (1979) Bessie Watty
- The Tempest (1979) Miranda
- Quadrophenia (1979) Monkey
- The Ebony Tower (1984) Anne
- Anchoress (1993) Pauline Carpenter
- Julie and the Cadillacs (1999) Barbara Gifford
- The Most Fertile Man in Ireland (1999) Dr Johnson
- The Power of Three (2011) Michelle

### Télévision
- Quatermass (1979) Sal
- Shoestring (1979)
- Minder (1980)
- Tales of the Unexpected (1982) Marigold - Blue Marigold episode
- Dear Heart A BBC comedy sketch series Toyah appeared in, playing a number of characters, including Super Advice Person, Jules Says, and Gina & Tina (1982)[6]
- The Ebony Tower (1983) Anne (The Freak) - with Laurence Olivier
- Pop Quiz Christmas Special (1984)
- French & Saunders (1988) Herself
- Boudicca (1988)
- Cluedo (1990) Miss Scarlet (An ITV Programme)
- First Night on TV (1992) (Toyah hosted this arts programme)
- Thirty Years in the TARDIS (Doctor Who Documentary. VHS release AKA "More Than 30 Years In The TARDIS) (1993) Herself
- The Ink Thief (1994) "Dog"
- Kavanagh QC (1995)
- The Good Sex Guide Late (1996)
- Presenting...Toyah on VH1 (1997)
- Light Lunch" (1997)
- Boys From The Black Country - The Slade Story (1998) (Toyah presents this programme)
- Never Mind The Buzzcocks (various appearances 1998-2005)
- It's Slade (1999) (Toyah appears in this documentary)
- Barmy Aunt Boomerang (1999)
- Rock Legends (2002) (Herself)
- Open House Panto Special (2002)
- QueenMania" (2005) (Toyah performs the Queen song 'Don't Stop Me Now")
- Proud Parents. Channel 4 (2006) Herself
- Journal intime d'une call girl (2007)[7]
- In Your Dreams (2008) Herself
- Living With The Dead (2008)
- Celebrity Mastermind (2008)
- Psychic Therapy (2009) Herself
- Celeb Experiences (2009) Herself
- Hole In The Wall (2009) Herself
- Celebrity Brides Unveiled (2008) Herself
- Celebrity Life Skills (2009) Herself
- The One Show (2009) Toyah discusses Marc Bolan and his influence on her
- Casualty, BBC TV Series, Season 24 Episode 6, guest appearance, Hazel Tillier, (screened 10 October 2009)
- Celebrity Ready Steady Cook Christmas Special (2008) Herself
- "Celebrity Ghost Story UK"
- Toyah at the Rainbow (1981) (live recording from Rainbow Theatre)
- Good Morning Universe (1982) (live BBC recording from Theatre Royal, Drury Lane)
- Toyah! Toyah! Toyah! (1984) (companion to K-tel LP of same name; compilation of four pop videos and one live track)
- Wild Essence - Live in the 21st Century (2005) (live recording)

#### Autre compilation
- Urgh! A Music War (1981) (live performances by various artists, featuring Toyah's Danced)